# Hypatia: A Journal of Feminist Philosophy
Hypatia: A Journal of Feminist Philosophy es una revista académica arbitrada sobre filosofía feminista fundada en 1986 y publicada trimestralmente por Wiley-Blackwell. La redactora jefe es Sally Scholz (Universidad de Villanova). Hypatia Reviews Online publica reseñas de libros en línea; Shelley Wilcox (Universidad Estatal de San Francisco) es la editora de esta sección.
Hypatia tiene sus raíces en la Society for Women in Philosophy (Sociedad de Mujeres en la Filosofía). Su directora fundadora fue Azizah Y. al-Hibri, que comenzó con material agregado en Women's Studies International Forum en 1982, hasta que se convirtió en una revista independiente en 1986. El nombre de la revista es en honor a Hypatia de Alejandría, un antigua filósofa griega, que enseñaba matemáticas, astronomía y astrología. 
Según el Journal Citation Reports, la revista tuvo un factor de impacto de 0.446 en 2014, colocándose en el lugar 29 de 41 revistas en la categoría «Estudios de la mujer».